# Cascade (Rebsorte)
 Cascade ist eine Anfang des 20. Jahrhunderts durch den französischen Züchter Albert Seibel neu gezüchtete Rotweinsorte. Sie ist eine Kreuzung zwischen Seibel 7042 und Seibel 5409 und gehört zur großen Familie der Seibel-Reben. Es handelt sich dabei um eine überaus komplexe Züchtung in der Gene der Wildreben Vitis labrusca, Vitis riparia, Vitis rupestris, Vitis aestivalis, Vitis cinerea, Vitis berlandieri und Vitis vinifera vorhanden sind. Cascade zählt somit zu den Hybridreben. Sie besitzt zwittrige Blüten und ist somit selbstfruchtend. Beim Weinbau wird der ökonomische Nachteil vermieden, keinen Ertrag liefernde, männliche Pflanzen anbauen zu müssen.
Ab dem Jahr 1938 wurde die Sorte vermarktet.
Cascade ist früh reif, mit hoher Pilzresistenz gegen den Echten-, den Falschen Mehltau wie auch gegen die durch Botrytis cinerea verursachte Grauschimmelfäule. Anfällig ist sie dagegen gegen virale Rebkrankheiten. Diese Sorte ist speziell für kühlere Gegenden geeignet. Je nach Ausbau entsteht ein hellroter, duftiger Wein, der aber einen unangenehmen Fox-Ton aufweist. Der Wein wird daher meist nur im Verschnitt mit anderen Rebsorten verwendet. Rebflächen sind in England sowie im Nordosten der USA (dort insbesondere im Willamette Valley) bekannt.
Da sie eine Hybridrebe ist, wurde der Anbau in der EU in den 1950er Jahren verboten und darf nur im Versuchsanbau angebaut werden. Vormals wurde sie in der Region Anjou, einem Teil des Weinbaugebiets der Loire in beschränktem Maße eingesetzt.
Siehe auch die Artikel Weinbau in den Vereinigten Staaten und Weinbau im Vereinigten Königreich sowie die Liste von Rebsorten.
Synonym: Seibel 13053
Abstammung: Seibel 7042 x Seibel 5409. Die Rebsorte Seibel 5409 wurde auch unter dem Namen Gloire de Seibel bekannt.